# Biserica de lemn din Inău

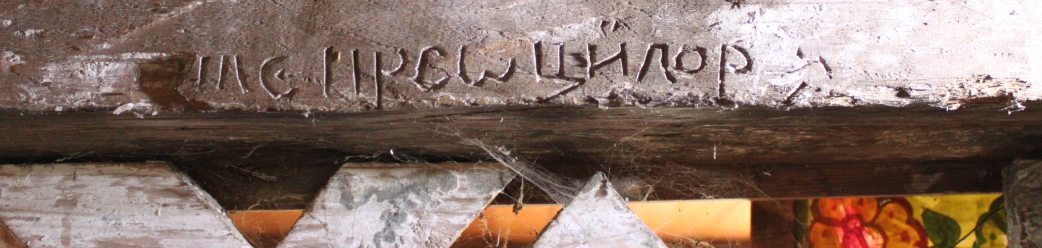
Fragment inscripție

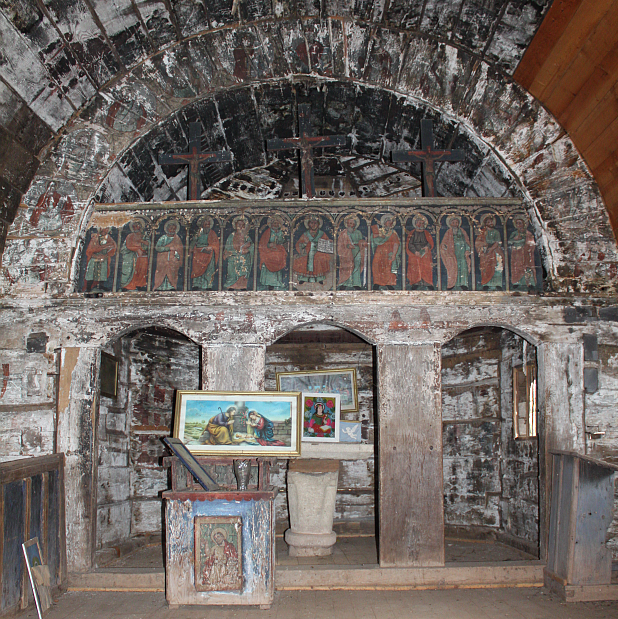
Iconostasul bisericii de lemn din Inău

Biserica de lemn din Inău se află în localitatea omonimă din județul Sălaj și a fost ridicată în 1832, an înscris pe fruntarul prispei. Biserica se află pe noua listă a monumentelor istorice sub codul LMI:  SJ-II-m-B-05069.

## Istoric
La începutul secolului al XX-lea, „în centrul satului era ... o biserică veche clădită din bîrne de stejar, de culoare brun închisă. În interior mirosea a tămîie. Pe pereți erau pictate scene din Biblie, picturi primitive. Mai erau și icoane pe sticlă. Avea biserica un turn înalt și subțire. Biserica avea acoperișul de șindrilă. Iar în jur era cimitirul satului.”

## Imagini din interior

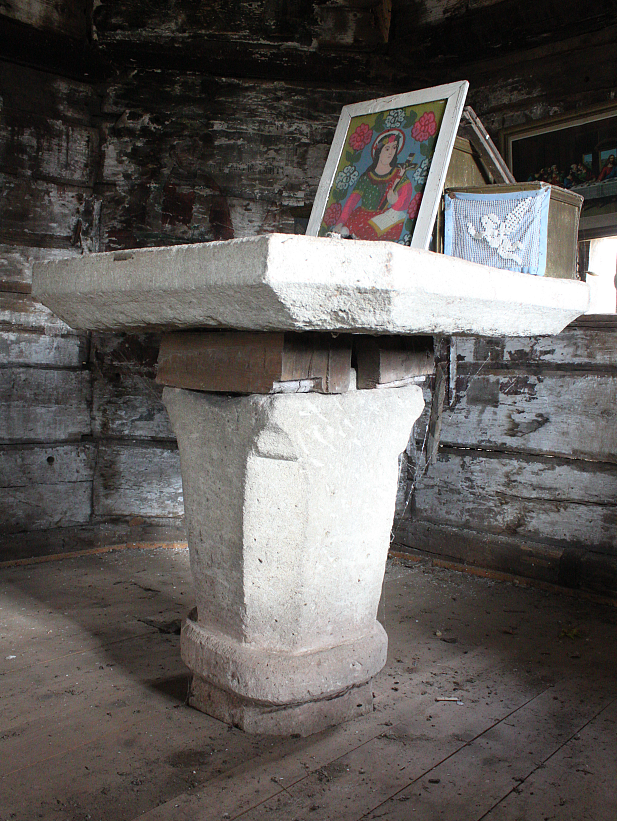
Masa altarului
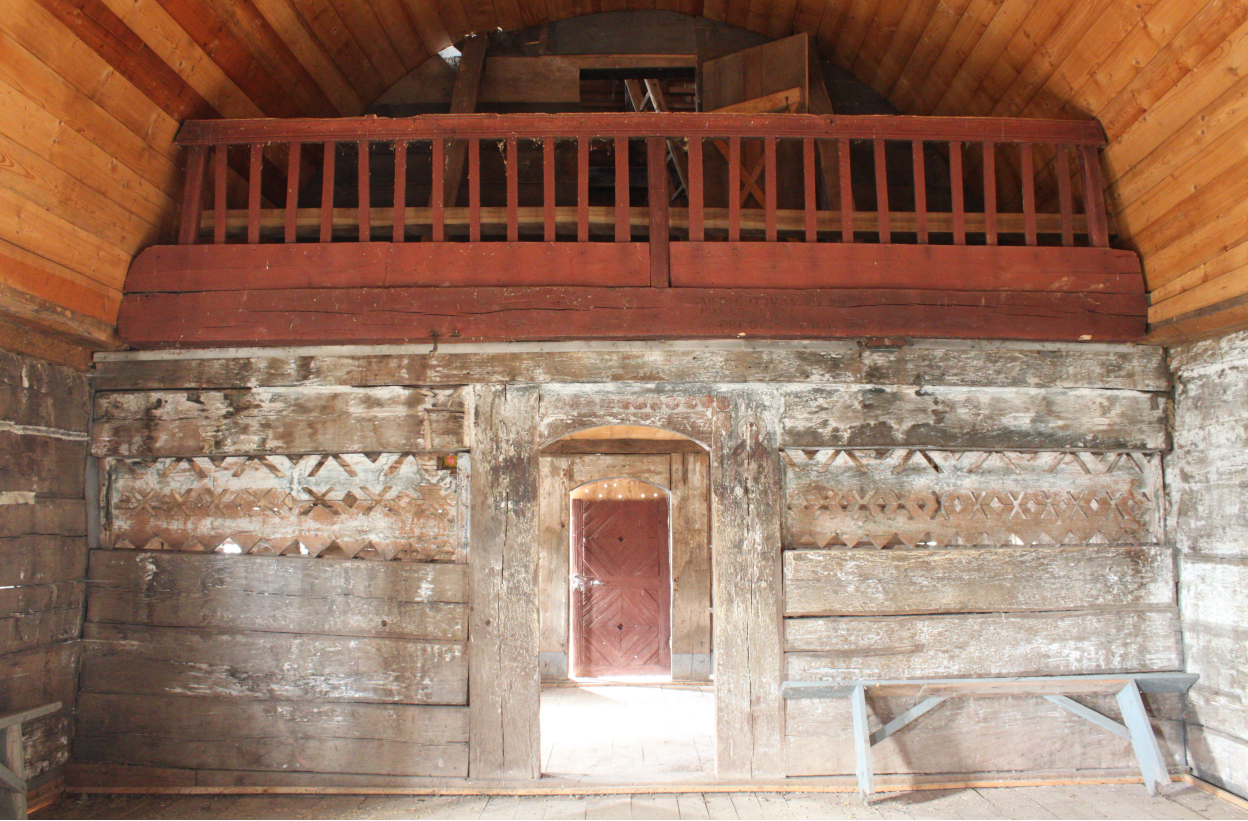
Peretele ce desparte naosul de pronaos. Vedere din naos
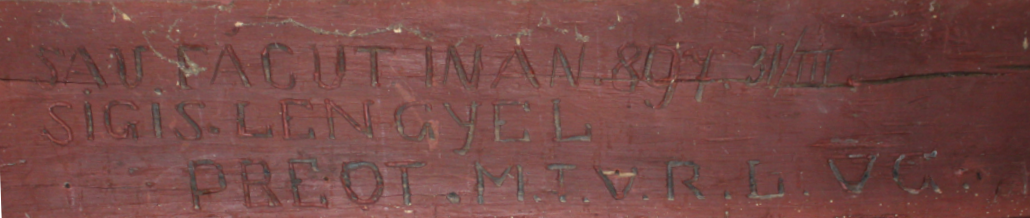
Inscripția de pe balconul corului
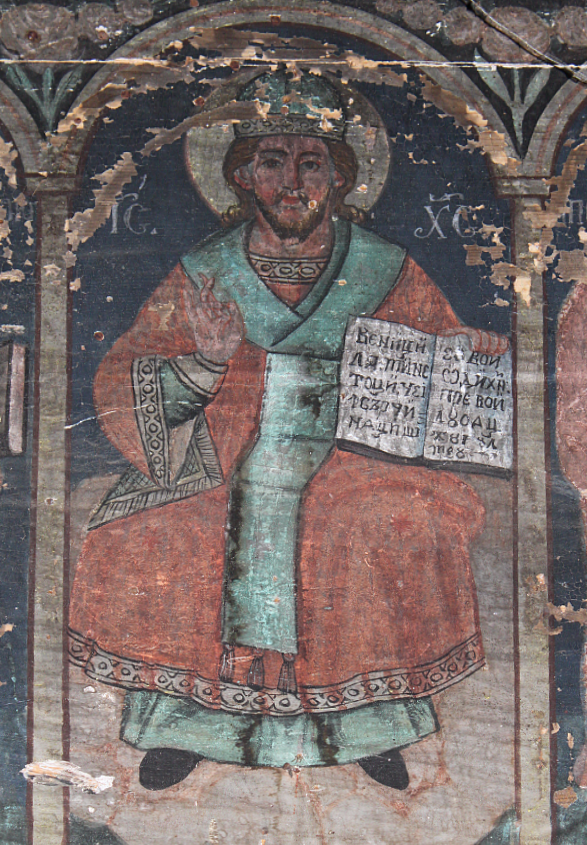
Isus Cristos. Detaliu iconostas
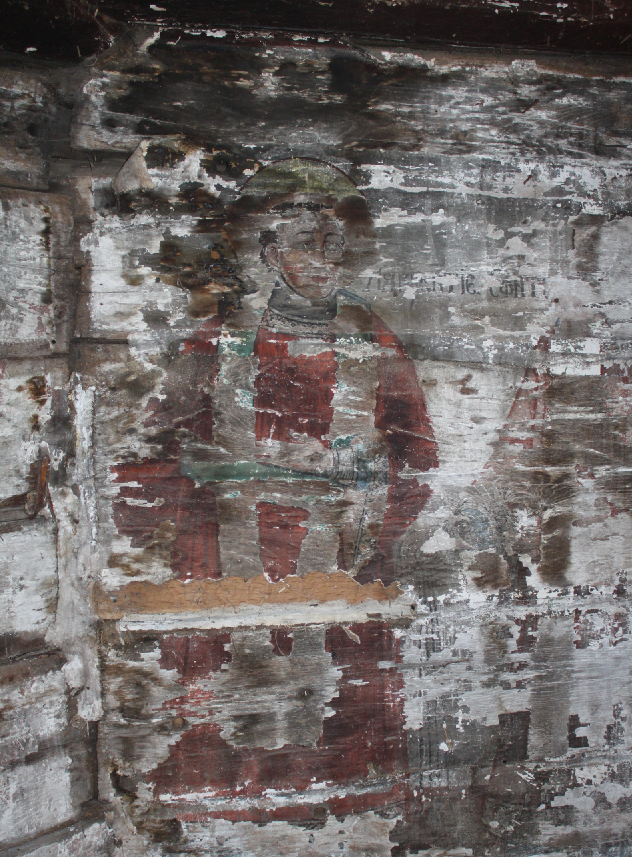
Pictura absidei altarului

## Imagini din exterior

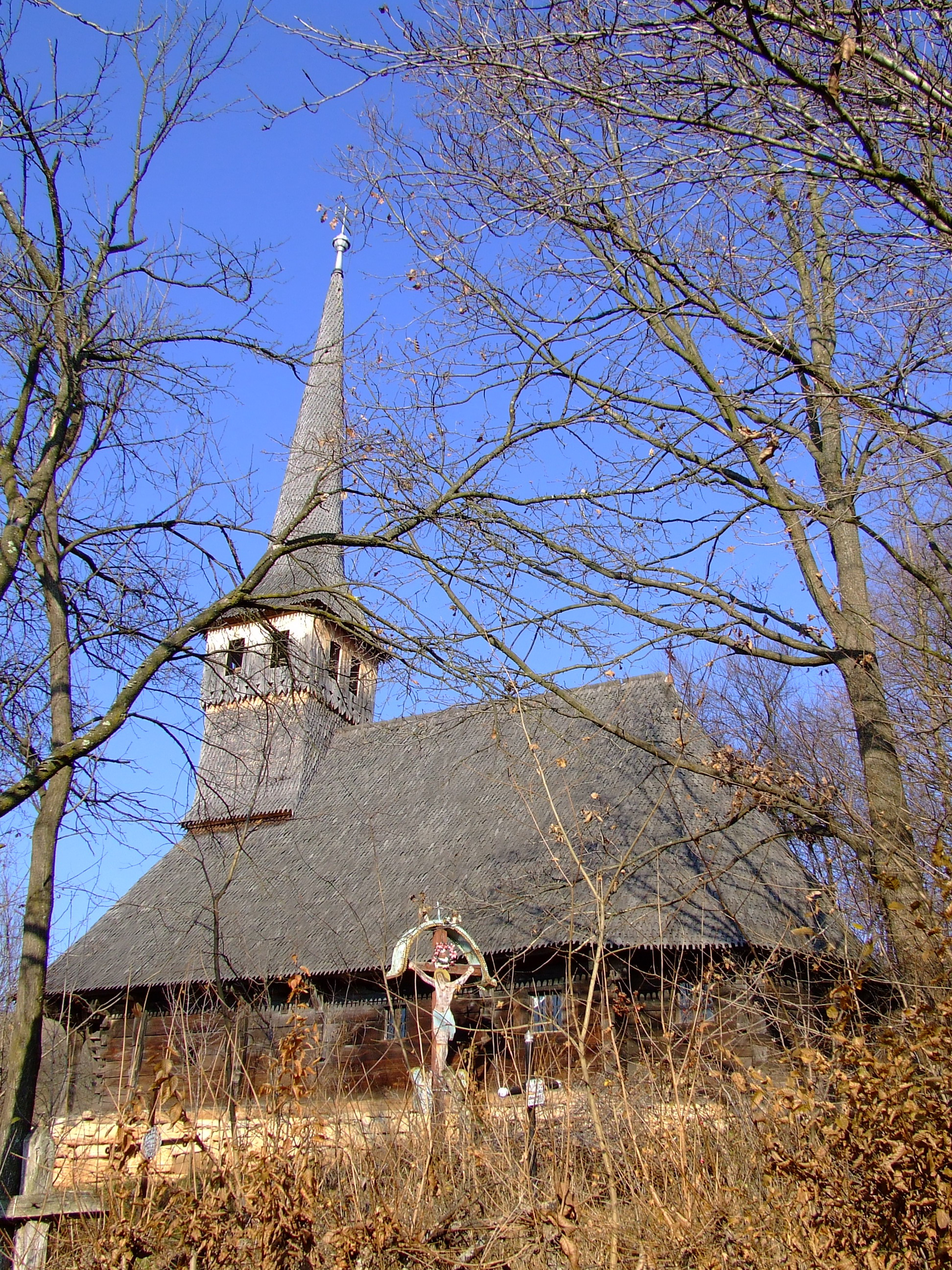
Biserica, văzută din sud. aprilie 2006
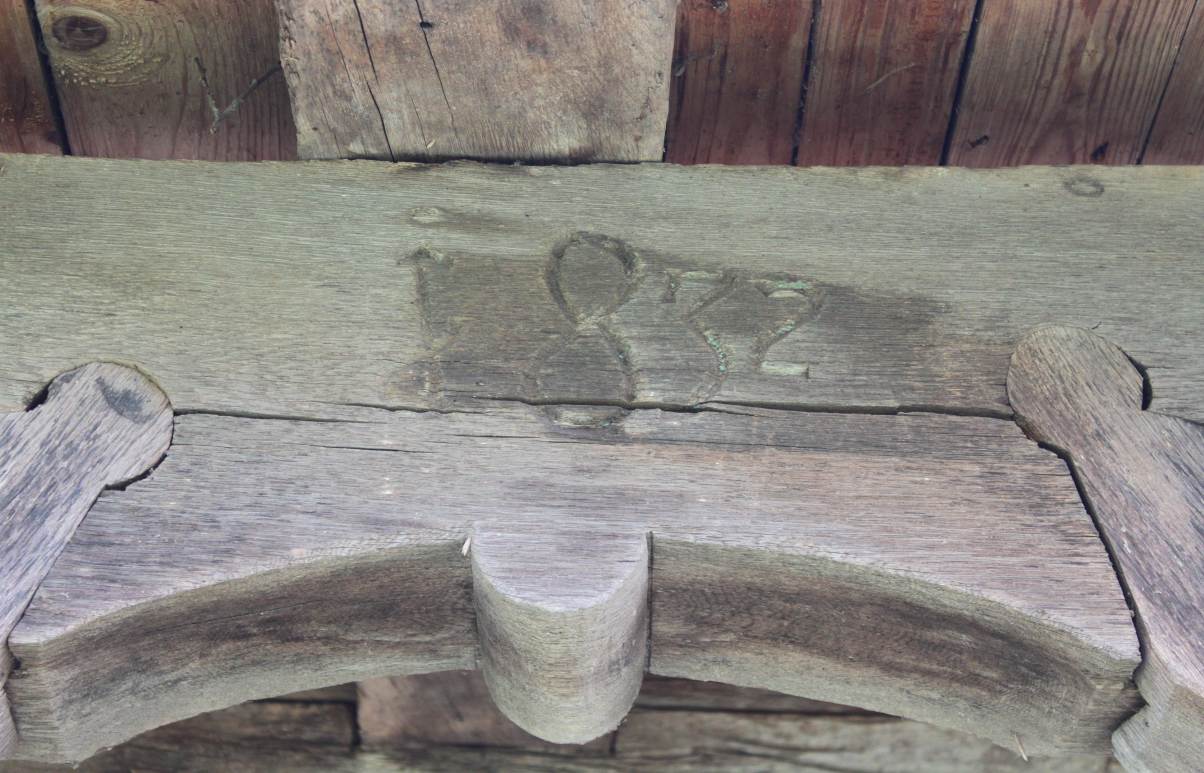
Anul 1832, inscripția care datează biserica
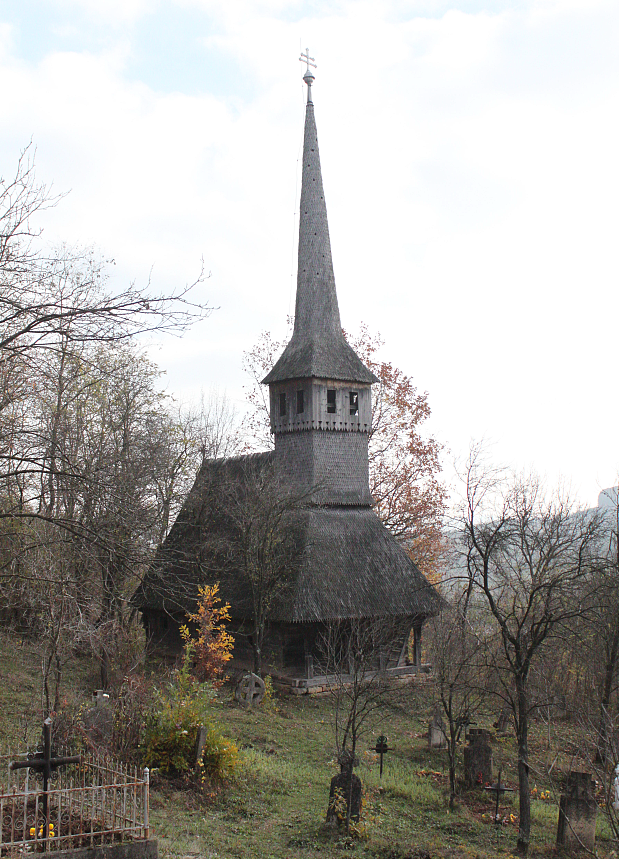
Biserica, văzută din nord-vest
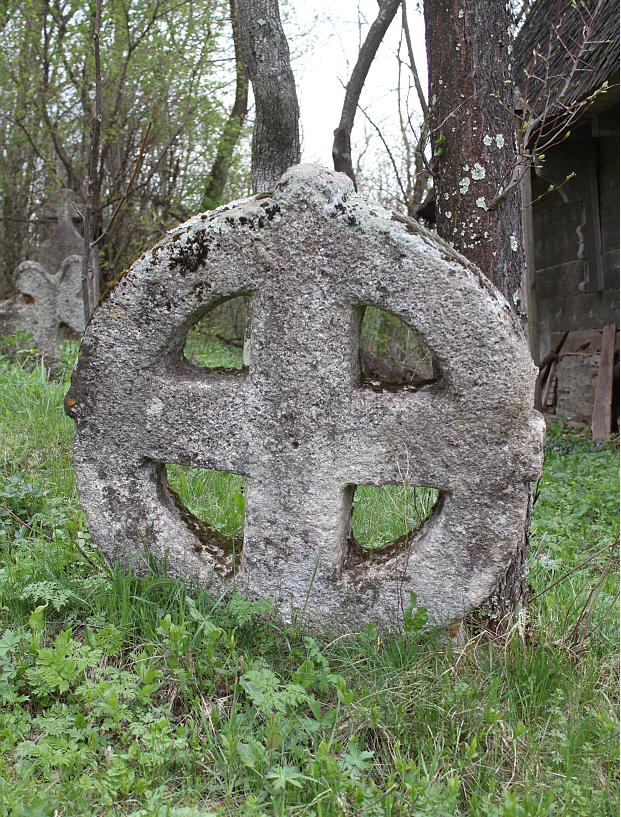
Cruce de piatră
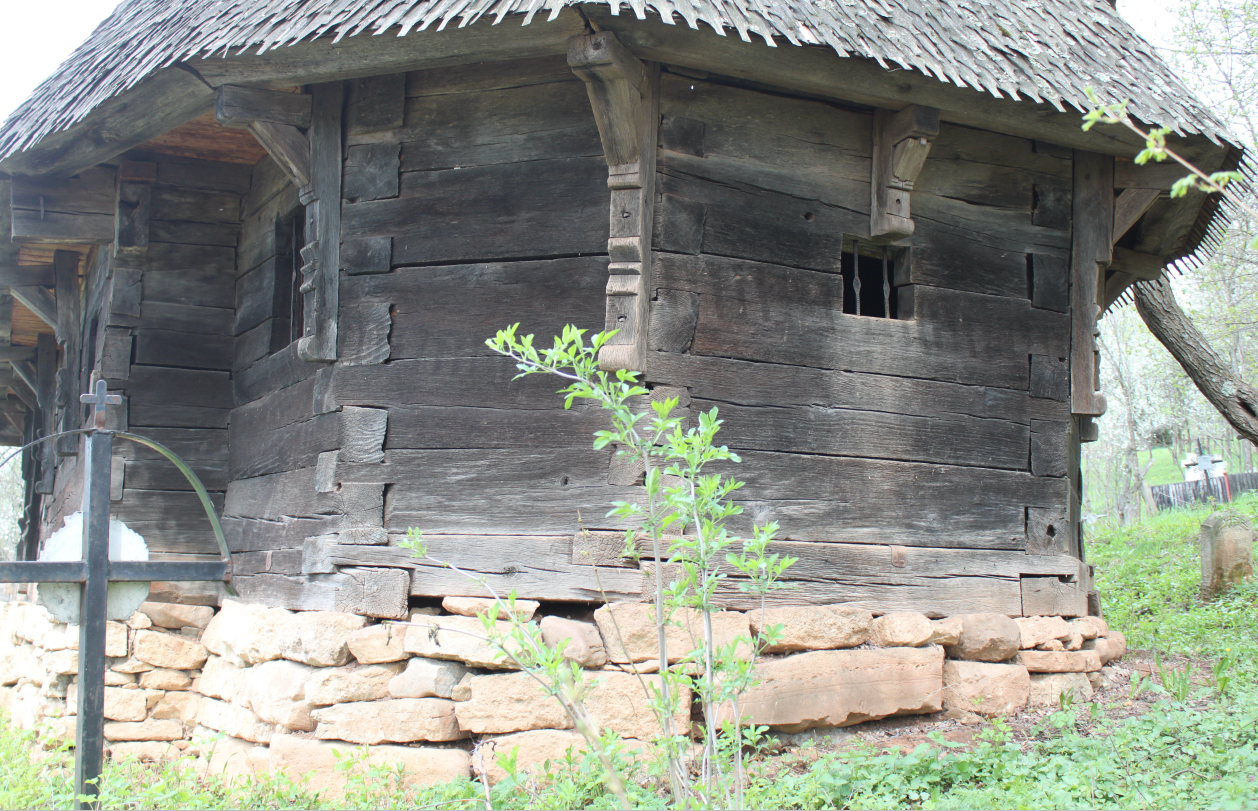
Absida altarului
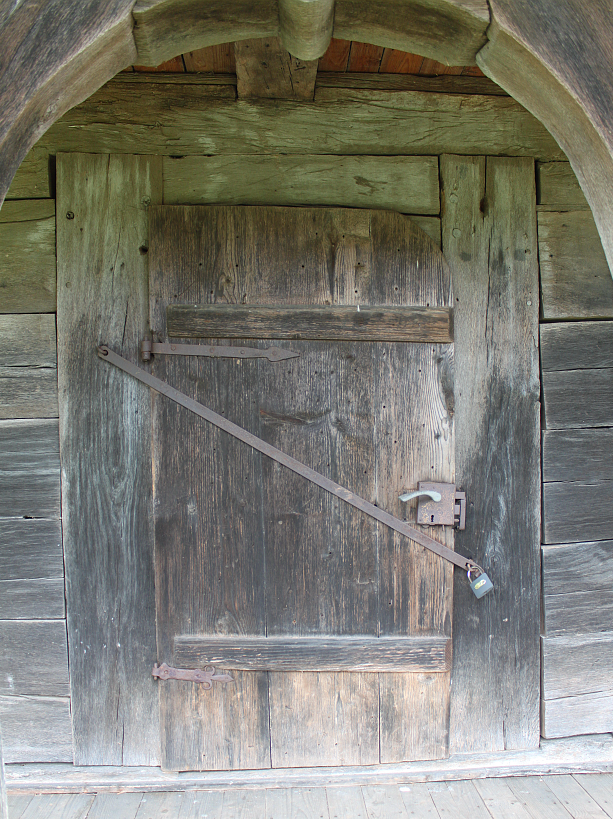
Ușa bisericii
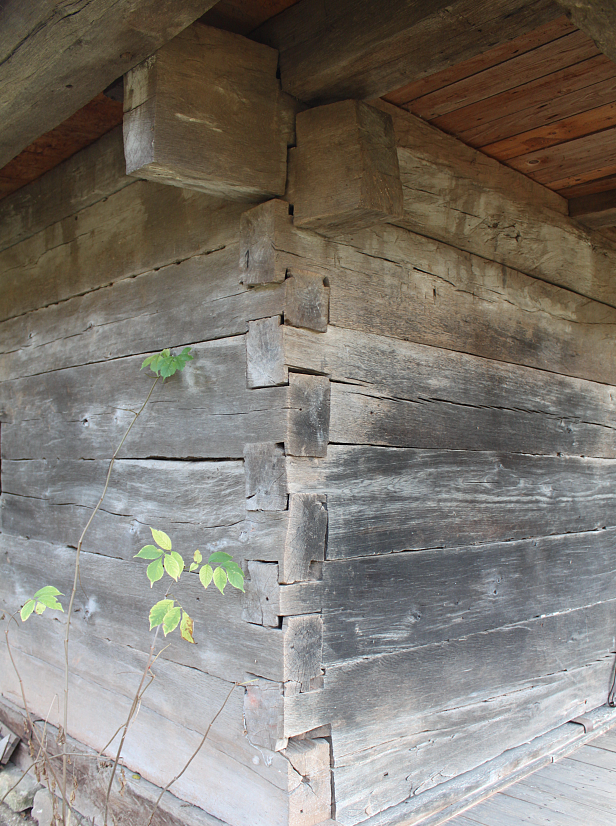
Colțul de nord-vest al bisericii